# Малый шипохвост
Малый шипохвост или шипохвост Ценкера (Idiurus zenkeri) — один из двух видов рода малые шипохвосты (Idiurus).  Он обитает в двух больших и нескольких меньших по площади изолятах в экваториальных тропических лесах Африки к югу от Сахары. Этот вид описал немецкий зоолог Пауль Матчи и назвал его в честь ботаника и зоолога Георга Августа Ценкера.

## Описание
Малый шипохвост — самый маленький представитель семейства Шипохвостых. Длины тела у этого вида составляет от 6,3 до 7,5 сантиметров, длина хвоста — 8,3 до 10,4 сантиметра. Вес около 18 граммов, длина задней ступни от 14 до 17 миллиметров, длина ушной раковины от 11 до 15 миллиметров. Мех мягкий и густой, волосы на спине около 8 миллиметров. Цвет спины и живота коричневатый, волосы тёмно-серые у основания и от светло-коричневого до коричневого посередине и на кончике. Цвет головы также соответствует меху на спине и не имеет особых отметин. Вибриссы длинные и достигают в длину до 35 миллиметров. Уши среднего размера, закругленные на кончике, по большей части голые (безволосые).
Передние лапы короткие, а лапы с внешней стороны покрыты длинными ворсинками[уточнить]. У них четыре пальца примерно одинаковой длины с черными когтями. Задние лапы  имеют пять пальцев примерно одинаковой длины. Летательная перепонка между передними и задними ногами хорошо развита, а на предплечье она поддерживается хрящевой шпорой. Мех спины простирается до внутренней части летательной перепонки, и большая часть летательной перепонки покрыта короткими черными волосами.  Хвост очень длинный и достигает примерно 130% длины тела (головы и туловища). У него два ряда коротких волосков длиной около 3 миллиметров снаружи, которые придают ему форму пера. Между ними есть отдельные коричневые или черные волосы длиной от 20 до 25 миллиметров, которые направлены назад под углом примерно 45 градусов.
Общая длина черепа в среднем  20,9 миллиметра (от 20,4 до 22 миллиметров) и ширина в среднем 12 миллиметров (от 11,6 до 12,4 миллиметра).

## Распространение и места обитания
Малый шипохвост обнаружен  в двух больших и нескольких меньших по площади изолятах в экваториальных тропических лесах Африки к югу от Сахары. Самые западные находки находятся в Камеруне и континентальной части Экваториальной Гвинеи (Мбини), этот вид также был обнаружен в приграничной зоне Демократической Республики Конго и Центральноафриканской Республики и на северо-востоке Демократической Республики Конго. Обнаружение на крайнем западе Уганды возможно, но пока достоверных данных об этом не получено.

## Образ жизни
По сравнению с родственным длинноухим шипохвостом (Idiurus macrotis), малый шипохвост менее известен и менее изучен. Он ведёт ночной и почти исключительно древесный образ жизни. Малые шипохвосты проводят день в дуплах деревьев. Они весьма  социальны, и поэтому в одном дупле собираются многочисленные группами, которые могут включать в том числе другие виды. В 1940 году в одом из дупел  в Камеруне было обнаружено около 100 малых шипохвостов (обоих видов); а  в 1974 году в Экваториальной Гвинее в дупле дерева были обнаружены четыре малых шипохвоста вместе с двумя шипохвостами лорда Дерби (Anomalurus derbianus). Информации о размножении мало, в Конго беременных самок с мая по сентябрь не отлавливали.

## Систематика
Малый шипохвост рассматривается как самостоятельный вид рода Idiurus, который состоит из двух видов. Этот род также   включает длинноухого шипохвоста (Idiurus macrotis) . Первое научное описание было сделано в 1894 году и принадлежит немецкому зоологу Паулю Матчи. Типовые экземпляры  происходят из Яунде в Камеруне. Вид назван  в честь ботаника и зоолога Георга Августа Ценкера, руководителя научной станции Яунде в Камеруне.
Помимо номинативной формы, внутри вида подвиды не выделены. Ранее описанные формы Idiurus haymani и Idiurus kivuensis считаются младшими синонимами Idiurus zenkeri.

## Статус, угрозы и охрана
Малый шипохвост внесен в список Международного союза охраны природы и природных ресурсов (МСОП) как вызывающий наименьшее беспокойство. Это оправдано сравнительно большим ареалом, предполагаемой большой численностью и умеренной убылью населения.  Популяции и их численность точно неизвестны, но не предполагается никаких существенных факторов, угрожающих существованию этого вида нет. В некоторых местах вырубка лесов может представлять региональную угрозу для локальных популяций этого вида.